# Musoma
Musoma er en by i den nordlige del af Tanzania, med et indbyggertal (pr. 2002) på cirka 103.000. Byen er hovedstad i regionen Mara, og ligger ved breden af Victoriasøen. 
1°30′S 33°48′Ø / 1.500°S 33.800°Ø